# Casa D'Italia Fútbol Club
El Casa D' Italia Fútbol Club es un equipo de fútbol venezolano, establecido en Maracaibo, estado Zulia, perteneciente a la organización homónima Casa D' Italia fundada en 1971, que participaba en la Tercera División de Venezuela hasta el campeonato del 2017.

## Historia
Tras competir en las categorías menores a nivel estadal, el equipo debuta en los torneos profesionales de la FVF en la Tercera División Venezolana 2012, tomando parte del Torneo Nivelación 2012, donde participó en el Grupo Occidental II con rivales como Unión Atlético Falcón, Internacional de Lara FC, y Alianza Zuliana FC. El partido de debut como local fue ante el Unión Atlético Monay, donde el marcador fue un empate a 2 goles; en la siguiente jornada enfrentó a Alianza Zuliana FC, nuevamente en condición de local, siendo derrotados por el visitante 0-2. Lograron su primer triunfo en las instalaciones del Estadio "Stefano Zaccaria", tras vencer 3 goles por 1 al Unión Atlético Falcón, finalizando el semestre de debut en la categoría en la tercera casilla de grupo, tras sumar 14 unidades.
Tomó parte en la Tercera División Venezolana 2012/13, temporada que inició con el Torneo Apertura 2012, donde compartió grupo con gran parte de los rivales con los que compitió en el torneo anterior. El debut fue en condición de visitante, enfrentando al Unión Atlético Falcón, donde el cuadro marabino cayó derrotado 3-0, fue el preámbulo de un semestre bastante complicado donde no logró ninguna victoria, y un -17 en su diferencia, que lo situaron en la última casilla de grupo con sólo 4 unidades. Tomaría parte en el Clausura 2013, donde las cosas no serían distintas: nuevamente finaliza en la última casilla de grupo con sólo 5 puntos en 9 compromisos, un grupo donde se encontraban también equipos como Atlético La Fría FC, Somos Escuque FC y el Deportivo JBL del Zulia, todos los antes mencionados siendo debutantes en el torneo.
El equipo zuliano se mantuvo compitiendo en las categorías menores a nivel regional; ha confirmado su participación en la Serie Interregional Sub 18 y Sub 20 para la temporada 2014-2015, formando parte del Grupo 15. Regresa a la escena profesional del balompié venezolano para la segunda mitad de la Tercera División Venezolana 2014/15, tomando parte en el Torneo Clausura 2015, compartiendo el Grupo Occidental I junto con otros 7 rivales. Sumó un total de 23 unidades, finalizando en la cuarta casilla de grupo. Para el Adecuación 2015 logra un excelente rendimiento en la primera fase del torneo, siendo segundo de su grupo, lo que le permite avanzar a la segunda fase del torneo, donde buscaría el ascenso a la Segunda División, objetivo que pudo lograr, tras finalizar como uno de los mejores ubicados en la segunda fase del torneo.
Actualmente el club solo funciona como escuela deportiva que se desempeña más en el hockey.

## Promoción a Segunda División y venta de Franquicia
El Titanes Fútbol Club fue fundado en el año 2016 en la ciudad de San Felipe (Venezuela) luego de adquirir los derechos de la Franquicia del Casa D'Italia Fútbol Club para la temporada 2016 en la Segunda División de Venezuela, aunque para ello, tuvo que pelear en la mesa con la propia Federación Venezolana de Fútbol para que confirmara la negociación. 
Al lograrlo, el equipo Casa d'italia se quedó en la "Tercera División" y al año siguiente el equipo fue retirado de las competencias por razones principalmente económicas.